# Universidad Nacional Experimental Simón Rodríguez
La Universidad Nacional Experimental Simón Rodríguez (UNESR) es una universidad pública ubicada en Caracas, Venezuela, fundada el 24 de enero de 1974. Su enfoque educativo se basa en la teoría andragógica del fundador Félix Adam. Ofrece programas de pregrado divididos en ciclos introductorio, general y profesional, y cuenta con seis carreras y tres Programas Nacionales de Formación (PNF). Además, ofrece especializaciones, maestrías y doctorados a nivel de posgrado. La universidad se caracteriza por el reconocimiento de experiencias y comunidades de aprendizaje, y posee veinticinco núcleos, diecisiete extensiones, tres centros de investigación y cuatro estaciones experimentales en todo el país. Es pionera en la Maestría Intercultural Bilingüe en el estado Zulia.